# Cerecedas
Cerecedas es una localidad del municipio de Argoños (Cantabria, España). La localidad está ubicada a 0,5 kilómetros de la capital municipal, Argoños. Cerecedas está a una altitud de 25 metros sobre el nivel del mar, y en el año 2012 contaba con una población de 672 habitantes (INE).
- Datos: Q5762586